# Neuhütten (Renânia-Palatinado)
Neuhütten é um município da Alemanha localizado no distrito de Trier-Saarburg, estado da Renânia-Palatinado.
Pertence ao Verbandsgemeinde de Hermeskeil.